# Ласитион
Ласи́тион, также Ласси́ти (греч. Νομός Λασιθίου) — ном в Греции, в восточной части острова Крит. С трёх сторон омывается Критским и Ливийским морями. На западе граничит с номом Ираклион. Население 75 736 жителей по переписи 2001 года. Площадь 1822,764 квадратного километра. Плотность 42 человека на квадратный километр. Административный центр — Айос-Николаос, другие крупные города — Сития и Иерапетра. Крупный центр туризма в Греции. 
По программе «Калликратис» 31 декабря 2010 года административное деление Греции на номы было упразднено.
Плато Ласити находится на высоте 850 метров над уровнем моря и окружено хребтом Дикти, достигающим высоты 2148 метров над уровнем моря. Местные жители считают себя потомками самых первых критян, выживших в ходе извержения вулкана Санторин, как считается, погубившего минойскую цивилизацию 3600 лет назад.

## Административное деление

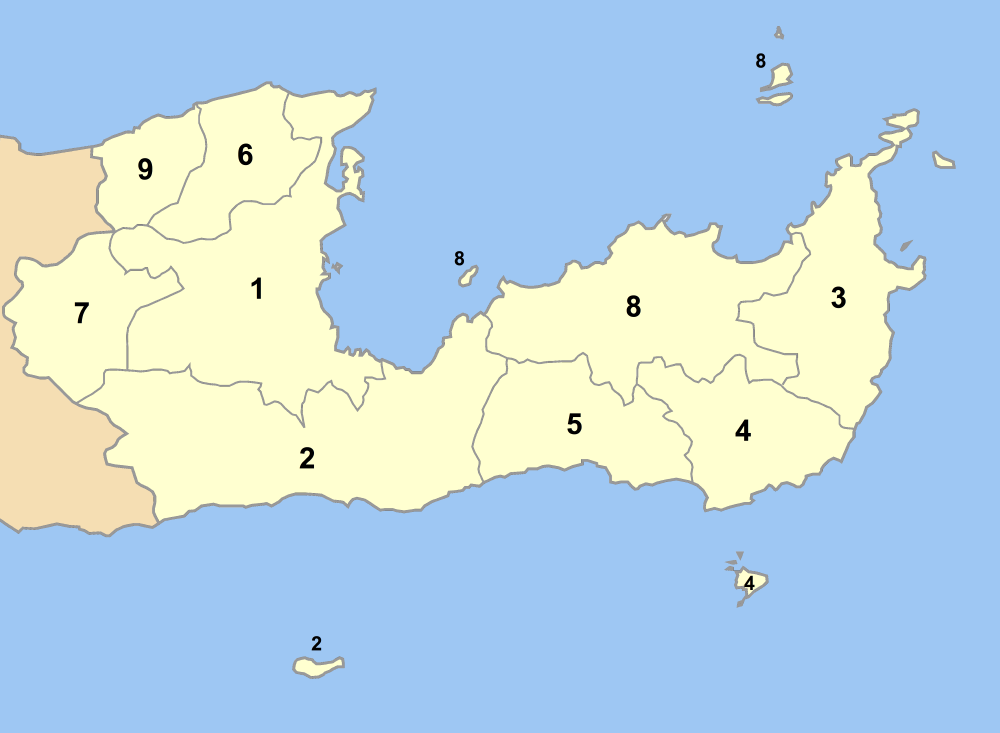
Административное деление нома Ласитион:
1 — Айос-Николаос
2 — Иерапетра
3 — Итанос
4 — Лефки
5 — Макри-Ялос
6 — Неаполис
7 — Оропедио-Ласитион
8 — Сития
9 — Врахасион

В 2001 году ном Ласитион делился на 8 общин (димов).
| Община            | Население (2001), человек | Площадь, км² | С 2011 года       |
| ----------------- | ------------------------- | ------------ | ----------------- |
| Айос-Николаос     | 19 593                    | 317,834      | Айос-Николаос     |
| Иерапетра         | 23 729                    | 394,774      | Иерапетра         |
| Итанос            | 2429                      | 197,406      | Сития             |
| Лефки             | 2009                      | 152,303      | Сития             |
| Макри-Ялос        | 4015                      | 159,229      | Иерапетра         |
| Неаполис          | 6476                      | 193,860      | Айос-Николаос     |
| Оропедио-Ласитион | 3067                      | 129,976      | Оропедио-Ласитион |
| Сития             | 14 418                    | 277,382      | Сития             |

## Население
| Год  | Население, человек | Население, человек            |
| Год  | Ном Ласитион       | Периферийная единица Ласитион |
| ---- | ------------------ | ----------------------------- |
| 1991 | 70 253             |                               |
| 2001 | 75 736             |                               |
| 2011 |                    | ↘ 75 381                      |